# Keith Farmer
Keith Farmer  (Clogher, Irlanda del Norte; 2 de febrero de 1987 – 10 de noviembre de 2022) fue un piloto de motociclismo de Irlanda del Norte en la modalidad de velocidad que ganó cuatro títulos del Reino Unido y descrito como "uno de los más exitosos motociclistas de Irlanda del Norte".

## Biografía
Su fecha de nacimiento fue el 2 de febrero de 1987. Fue campeón británico en 2011 en la modalidad de 600cc y un año después fue campeón en la modalidad de 1000cc y en 2018. En 2017 gana el British Supersport Championship e integró a los equipos Paul Bird Motorsport team, Buildbase Suzuki y TAS Racing. Se retiraría en 2021 por la cantidad de lesiones producidas en accidentes.
Farmer murió repentinamente el 10 de noviembre de 2022 a los 35 años.

## Logros
- National Superstock 600cc (1): 2011
- National Superstock 1000cc (2): 2021, 2018
- British Supersport Championship (1): 2017